# Mosquer de Mèxic
El mosquer de Mèxic (Xenotriccus mexicanus) és una espècie d'ocell passeriforme de la família dels tirànids endèmica de Mèxic.
El seu nom específic, mexicanus, significa 'mexicà'.